# Lodja flygplats
Lodja flygplats är en flygplats vid staden Lodja i Kongo-Kinshasa. Den ligger i provinsen Sankuru, i den centrala delen av landet, 900 km öster om huvudstaden Kinshasa. Lodja flygplats ligger 479 meter över havet. IATA-koden är LJA och ICAO-koden FZVA. Lodja flygplats hade 591 starter och landningar, samtliga inrikes, med totalt 4 117 passagerare, 667 ton inkommande frakt och 409 ton utgående frakt 2015.